# おしゃべり魔女
「おしゃべり魔女」（おしゃべりまじょ、Wordy Rappinghood）は、アメリカ合衆国のニュー・ウェイヴ・バンド、トム・トム・クラブの楽曲。バンドのデビュー・スタジオ・アルバム『おしゃべり魔女』(Tom Tom Club) からの先行シングルでもあった。この曲は、モロッコの伝統的な子どもたちの遊びの歌ともいわれる、1971年のロルフ・ハリスの録音で人気が出た、「ア・ラン・サム・サム」(A Ram Sam Sam) を部分的に取り入れている。合衆国では、この曲を「悪魔のラヴ・ソング」(Genius of Love) とつなげたバージョンが、『ビルボード』誌のディスコ・トップ80で首位に立った。

## 構造、楽器、制作
曲の冒頭はタイプライターの音で始まり、耳障りなシンセサイザーのコードとともに特徴的なドラムのブレイクが聞こえる。5連目の歌詞は「Mots pressés, mots sensés, mots qui disent la vérité, mots maudits, mots mentis, mots qui manquent le fruit d'esprit」とフランス語で語られるが、その大意は「急かされた言葉、賢明な言葉、真実を告げる言葉、呪いの言葉、嘘の言葉、精神の実りがない言葉」といったものである。
トム・トム・クラブのティナ・ウェイマスとクリス・フランツがバハマのナッソーに買った家の近くには、アイランド・レコードのオーナーであるクリス・ブラックウェルが住んでおり、ブラックウェルの計らいで彼が所有するコンパス・ポイント・スタジオでのレコーディングがおこなわれた。ブラックウェルはふたりに、スタジオを使ってシングルを1枚作るよう促し、もし自分が気に入ったら、アルバム丸ごと作ってもらっていい、と言ったとされ、最初に制作された楽曲が「おしゃべり魔女」であった。
制作には、フランツとウェイマスに加え、当時21歳だったキーボード奏者で、イアン・デューリーの『Lord Upminster』でサウンド・エンジニアを務めたスティーヴン・スタンレーと、元T‐コネクションのベーシスト、モンテ・ブラウン (Monte Browne) が参加した。

## トラックリスト
- アメリカ合衆国 12インチ・シングル[7]

A. "Wordy Rappinghood" (Special 12" Version) – 6:39
B. "Spooks" – 6:28
- ヨーロッパ 7インチ・シングル[8]

A. "Wordy Rappinghood" – 3:50
B. "Wordy Rappinghood" (You Don't Ever Stop) – 4:05
- ヨーロッパ 12インチ・シングル[8]

A. "Wordy Rappinghood" (Remix) – 6:42
B. "Elephant" – 5:11
- 日本 7インチ・シングル[9]

A. おしゃべり魔女 – 6:39
B. スプークス – 6:28

## チャート
| チャート（1981年–1982年）                            | 最高位 |
| ---------------------------------------------------- | ------ |
| ベルギー (Ultratop 50 Flanders)                      | 1      |
| フランス (IFOP)                                      | 9      |
| アイルランド (IRMA)                                  | 10     |
| イタリア (FIMI)                                      | 9      |
| オランダ (Dutch Top 40)                              | 2      |
| オランダ (Single Top 100)                            | 2      |
| ニュージーランド (Recorded Music NZ)                 | 35     |
| スペイン (AFYVE)                                     | 3      |
| UK シングルス (OCC)                                  | 7      |
| アメリカ合衆国 ビルボード Bubbling Under the Hot 100 | 105    |
| アメリカ合衆国 ビルボード Disco Top 80               | 1      |

## チックス・オン・スピードのカバー・シングル
「おしゃべり魔女」(Wordy Rappinghood) は、ドイツのエレクトロクラッシュ・グループであるチックス・オン・スピードによってカバーされ、彼女たちのアルバム『99 Cents』からの2枚目のシングルとして2003年にリリースされた。彼女たちのバージョンには、他の女性ミュージシャンたちもゲスト・ボーカルとして参加しており、ミス・キティン、ケヴィン・ブレクダム、ル・ティグラ、アダルトのニコラ・クペラスや、トム・トム・クラブの創設メンバーであるティナ・ウェイマスらが加わっている
このカバーは、ザ・クレプトーンズの2005年のアルバム『From Detroit to J.A.』に収録された「Really Rappin' Something」にサンプリングで使用された。2007年にはプレイグループがリミックスしたチックス・オン・スピードのバージョンが、スパンク・ロックのコンピレーション・アルバム『FabricLive.33』に収録された。

### 評価
オンライン雑誌『Drowned in Sound』のクリストファー・ロイド (Christopher Lloyd) は、この曲を「超キャッチーな7分間のダンスフロアー・キラー (ultra-catchy seven minute dancefloor killer)」と評した。

### トラックリスト
- ヨーロッパ CDマキシ・シングル[23]

1. "Wordy Rappinghood" (Radio Edit) – 4:20
2. "Wordy Rappinghood" (The Playgroup Remix) – 5:23
3. "Wordy Rappinghood" (Dave Clarke's Non Techno Mix) – 3:37
4. "Wordy Rappinghood" (The Playgroup Instrumental Mix) – 5:24
5. "Wordy Rappinghood" (music video)

- ドイツ 12インチ・シングル[24]

A1. "Wordy Rappinghood" (Album Mix) – 6:26
A2. "Wordy Rappinghood" (Acapella Version) – 4:10
B1. "Wordy Rappinghood" (The Playgroup Remix) – 5:23
B2. "Wordy Rappinghood" (Dave Clarke's Non Techno Mix) – 3:37

### チャート
| チャート（2003年-2004年）                | 最高位 |
| ---------------------------------------- | ------ |
| Belgium Dance (Ultratop Flanders)        | 5      |
| スコットランド (Official Charts Company) | 72     |
| UK シングルス (OCC)                      | 66     |
| UK ダンス (OCC)                          | 4      |

## アフィのカバー・シングル
フランス在住のアメリカ人エレクトロニカ・アーティストであるアフィは、2011年にこの曲をカバーした。このシングルは、所属レーベルが同じだったDJメディがプロデュースして、2011年4月18日に、エド・バンガー・レコード、ビコーズ・ミュージック、エレクトラ・レコードを通してリリースされた。彼女のバージョンは、イギリスでエビアンの広告に使用された。